# 발레다오스타주의 철도역 목록
다음은 이탈리아 발레다오스타주의 철도역 목록이다. 모든 역은 이탈리아 정부 소유의 국영철도회사 페로비에 델로 스타토의 자회사인 레테 페로비아리아 이탈리아나 (RFI)가 소유하고 있다.

## RFI 소속
| 역명           | 도시           | 도         | 등급   |
| -------------- | -------------- | ---------- | ------ |
| 아오스타       | 아오스타       | 아오스타도 | 골드   |
| 아르비에르     | 아르비에르     | 아오스타도 | 브론즈 |
| 아비즈         | 아비즈         | 아오스타도 | 브론즈 |
| 샤티용생뱅상   | 샤티용         | 아오스타도 | 실버   |
| 데르비         | 데르비         | 아오스타도 | 브론즈 |
| 돈나           | 돈나           | 아오스타도 | 브론즈 |
| 온바르         | 온             | 아오스타도 | 브론즈 |
| 라살           | 라살           | 아오스타도 | 브론즈 |
| 모르제         | 모르제         | 아오스타도 | 브론즈 |
| 뉘스           | 뉘스           | 아오스타도 | 브론즈 |
| 퐁생마르탱     | 퐁생마르탱     | 아오스타도 | 실버   |
| 프레생디디에르 | 프레생디디에르 | 아오스타도 | 브론즈 |
| 생피에르       | 생피에르       | 아오스타도 | 브론즈 |
| 사르           | 사르           | 아오스타도 | 브론즈 |
| 베레스         | 베레스         | 아오스타도 | 실버   |
| 빌뇌브         | 빌뇌브         | 아오스타도 | 브론즈 |

## 같이 보기
- 이탈리아의 철도
- 페로비에 델로 스타토
- 이탈리아의 철도역
- 이탈리아의 교통